# Gare de Bully - Grenay
La gare de Bully - Grenay est une gare ferroviaire française de la ligne d'Arras à Dunkerque-Locale, située sur les territoires respectifs des communes de Bully-les-Mines et de Grenay, dans le département du Pas-de-Calais, en région Hauts-de-France.
Elle est mise en service en 1861 par la Compagnie des mines de Béthune.
C'est une gare de la Société nationale des chemins de fer français (SNCF), desservie par des trains TER Hauts-de-France.

## Situation ferroviaire
Établie à 57 mètres d'altitude, la gare de Bully - Grenay est située au point kilométrique (PK) 214,040 de la ligne d'Arras à Dunkerque-Locale, entre les gares de Liévin et de Mazingarbe. C'était une gare de bifurcation, origine de la ligne de Bully - Grenay à Brias (fermée).

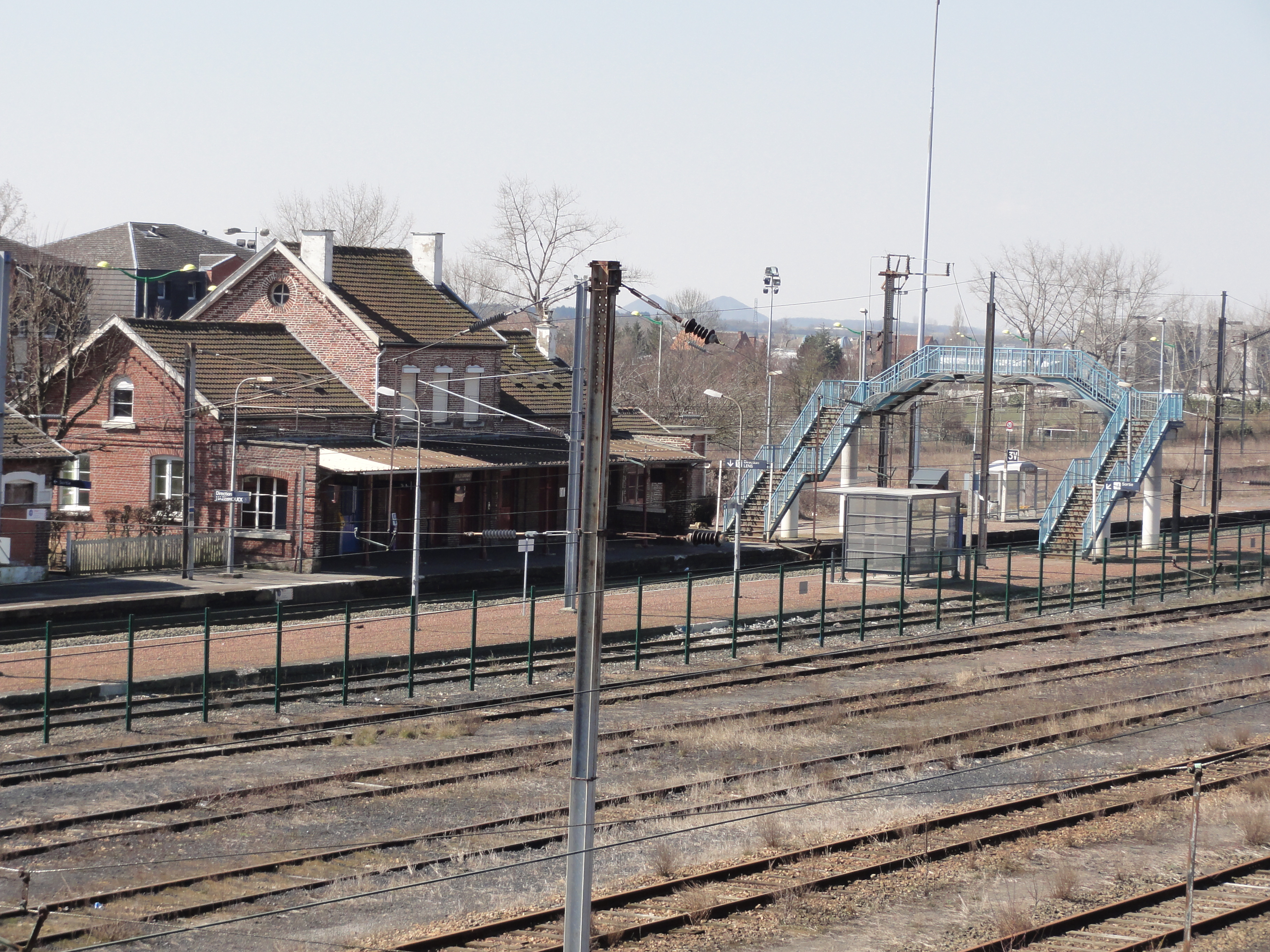
Vue d'ensemble de la gare.

## Histoire
La station de Bully - Grenay, qui est une gare commune aux villages de Bully et Grenay, est mise en service le 15 octobre 1861, par la Compagnie des mines de Béthune lors de l'ouverture de la section de Lens à Béthune.

## Service des voyageurs

### Accueil
Gare SNCF, elle dispose d'un bâtiment voyageurs, avec guichet, ouvert du lundi au samedi et fermé les dimanches et jours fériés.
Une passerelle permet la traversée des voies et le passage d'un quai à l'autre.

### Desserte
Bully - Grenay est desservie, par des trains TER Hauts-de-France qui effectuent des missions entre les gares : d'Arras et de Béthune, ou d'Hazebrouck ;Gare de Lille-Flandres via Lens .

### Intermodalité
Le stationnement des véhicules est possible à proximité.